# Karl August Orf
Karl August Orf (* 5. Juli 1912 in Hann. Münden; † 23. Dezember 1977 in Bremen) war ein deutscher Garten- und Landschaftsarchitekt.

## Biografie
Karl August Orf entstammte einer Lehrerfamilie. Vater und Großvater waren Pädagogen gewesen. Nach dem Besuch des Gymnasiums in seiner Geburtsstadt studierte er an der Versuchs- und Forschungsanstalt für Gartenbau (VuFA) in Berlin-Dahlem. Seine erste Anstellung erhielt er 1937 bei Wilhelm Hübotter (1895–1976) in Hannover. Im Zweiten Weltkrieg diente er in Frankreich und geriet dort in Kriegsgefangenschaft. Nach seiner Rückkehr nach Deutschland studierte er in Kassel an der Werkakademie in Kassel bei Hermann Mattern "Landschaftskultur" und arbeitete als Mitarbeiter Matterns an den Gartenschauen in Kassel und Köln. 1954 wurde er von dort abgeworben in die Bauabteilung des gewerkschaftlichen Wohnungsunternehmens Neue Heimat unter der Leitung von Ernst May. 1960 heiratete er Gunda Krüger, Tochter eines Kunstmalers, die als ausgebildete Innenarchitektin (Burg Giebichenstein), 1954 ebenfalls als Zeichnerin bei der Neuen Heimat in Hamburg tätig war. Beide arbeiteten in der Entwurfsabteilung der Neuen Heimat eng zusammen und betrieben nach Heirat und dem Umzug nach Bremen im Jahr 1961 ein kleines Büro für Gartenarchitektur in ihrem Wohnhaus in der Paul-Singer-Straße. Ernst May hat Orfs Fähigkeiten offensichtlich hoch eingeschätzt, so dass er bei zahlreichen Großsiedlungen und Großsiedlungswettbewerben die Grünanlagen entwarf. Mit dem Umzug nach Bremen endet diese enge Zusammenarbeit jedoch. Karl August Orf war krankheitsbedingt in Bremen nur noch wenige Jahre als Gartenarchitekt, bis etwa 1965, aktiv tätig.

## Entwürfe in Zusammenarbeit mit Ernst May
- 1954: Grünhöfe Bremerhaven
- 1954–1957: Gartenstadt Vahr, Bremen
- 1954–1957: St. Lorenz Süd, Lübeck
- 1955: Wohnsiedlung Jahnstraße, Hof
- 1956–1957: Wettbewerb Umgebung Fennpfuhl, Berlin
- 1956–1961: Neue Vahr, Bremen
- 1957: Wohnhaus Ernst May, Groß Flottbek, Hamburg